# Soukphaxay Sithisane
Soukphaxay Sithisane (1 maja 1996) – laotański judoka. Dwukrotny olimpijczyk. Zajął siedemnaste miejsce w Tokio 2020 i 33. w Rio de Janeiro 2016. Walczył w wadze ekstralekkiej.
Uczestnik mistrzostw świata w 2019. Startował w Pucharze Świata w latach 2018-2020. Srebrny medalista igrzysk Azji Południowo-Wschodniej w 2021 i 2023; brązowy w 2013 i 2015 roku.

## Letnie Igrzyska Olimpijskie 2016
| Konkurencja | Eliminacje            | Klas. końcowa |
| Konkurencja | Przeciwnik I          | Miejsce       |
| ----------- | --------------------- | ------------- |
| 60 kg       | Tsai Ming-yen (TPE) P | 33.           |

## Letnie Igrzyska Olimpijskie 2020
| Konkurencja | Eliminacje              | Klas. końcowa |
| Konkurencja | Przeciwnik I            | Miejsce       |
| ----------- | ----------------------- | ------------- |
| 60 kg       | Eric Takabatake (BRA) P | 17.           |